# Bríd Smith

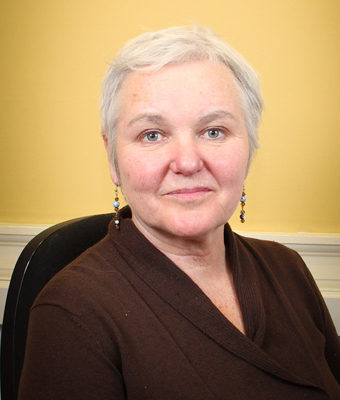
Bríd Smith (2022)

Bríd Smith (* 18. September 1961 in Rathfarnham, Dublin, Irland) ist eine irische Politikerin der sozialistischen Partei People Before Profit.

## Leben
Bríd Smith wurde in eine Gewerkschafterfamilie geboren und wurde 2001 selbst Vertrauensperson der Gewerkschaft Amalgamated Transport and General Workers’ Union (heute: Unite the Union). Bereits 1997 versuchte sie, für die Socialist Workers Party im Wahlkreis Dublin South-Central einen Sitz im Dáil Éireann erreichen. Erst 2009 gelang es Smith, in den Dublin City Council gewählt zu werden. 2014 konnte sie ihren Sitz verteidigen. Als sie für die Europawahlen 2014 kandidierte, wurde ihr nach der erfolglosen Wahl vorgeworfen, sie habe durch die Kandidatur die übrigen linken Kandidaten geschädigt. 
Bei den Wahlen zum Dáil Éireann 2016 konnte sie dann doch einen Sitz im Wahlkreis Dublin South-Central für die People Before Profit/Solidarity erreichen. Diesen Sitz konnte sie 2020 verteidigen. 2023 erklärte sie, sie werde nicht erneut für den Dáil kandidieren. Bei der Europawahl 2024 im Wahlbezirk Dublin konnte sie die erforderlichen Stimmen nicht erzielen.